# Die Hüterin der Wahrheit 2: Dina und die schwarze Magie
Die Hüterin der Wahrheit 2: Dina und die schwarze Magie ist ein dänischer Fantasyfilm von Ask Hasselbalch aus dem Jahr 2019. Die dänisch-tschechische Koproduktion ist die Fortsetzung zu Die Hüterin der Wahrheit – Dinas Bestimmung und ebenso wie der erste Teil eine Verfilmung eines Romans von Lene Kaaberbøl.

## Handlung
Dina versteckt sich zusammen mit ihrer Mutter und dem rechtmäßigen Thronerben Nicodemus „Nico“ Ravens in den Städten des Umlandes. Immer noch suchen sie der böse Herrscher Drakan und dessen intrigante Mutter, die den Thron an sich gerissen haben. Als auf dem neutralen Marktplatz bei einem Puppenspiel, das sich gegen den König richtet, mehrere Zuschauer verhaftet werden, ist auch Nico darunter.
Dina, die weiß, in welcher Gefahr Nico steht, falls er enttarnt werden sollte, macht sich zusammen mit ihrem Vater, dem Drachenmagier Sezuan, auf den Weg in die Hauptstadt, um Nico zu retten. Auf der Reise dorthin erlernt sie die schwarze Magie ihres Vaters und kommt diesem näher, bis dieser bei einem Kampf gegen den mächtigen Drachenkrieger Sarkan tödlich verwundet wird.
Nach einigen Verwicklungen und einem gescheiterten Fluchtversuch wird Nico enttarnt und in die Flüsterhöhle verbannt. Doch statt in dieser Folterhöhle, die ihre Besucher mit den fehlerhaften Entscheidungen ihrer Vergangenheit konfrontiert, wahnsinnig zu werden oder zu sterben, kommt er gestärkt wieder aus der Höhle heraus. Es gelingt ihm, Drakans Mutter in die Höhle zu locken, wo sie wahnsinnig wird. Mittlerweile ist auch Dina in der Stadt eingetroffen und kann ihren Freund befreien. Gemeinsam bekämpfen sie Sarkan und können ihn schließlich besiegen. Dina kehrt zurück zu ihrer Mutter.

## Hintergrund
In Dänemark erfuhr der Film am 24. Januar 2019 eine Kinoauswertung. In Deutschland wurde er direkt für den DVD-Markt synchronisiert. Die DVD erschien am 29. März 2019. Der Film basiert weiterhin auf der Buchreihe von Lene Kaaberbøl, wobei es sich inhaltlich um eine Verfilmung des dritten Bandes Slangens Gave handelt. Die Ereignisse des zweiten Bandes Skammertegnet wurden dabei übersprungen. Geplant ist daher die eigentlich vierteilige Buchreihe filmisch in einer Trilogie münden zu lassen.

## Kritiken
Der Film wurde in Dänemark im Vergleich zum positiv rezipierten ersten Teil gemischt aufgenommen. Ähnlich sieht es die Kritik auch in Deutschland. Oliver Armknecht von Film-Rezensionen.de verglich den zweiten mit dem ersten Teil und kam zu folgendem Fazit:

„Mit dem Vorgänger kann es der zweite Teil (…) nicht aufnehmen, atmosphärisch ist das Fantasy-Abenteuer aber durchaus, aufgrund der Selbstfindungselemente zudem für Jugendliche nicht uninteressant.“

Fabian Mauruschatt schrieb auf Fischpott.de: „Insgesamt hinterlässt Die Hüterin der Wahrheit 2 einen eher faden Nachgeschmack, der auf einen besser budgetierten – und gefilmtem – Teil 3 hoffen lässt.“